# Irlandês arcaico

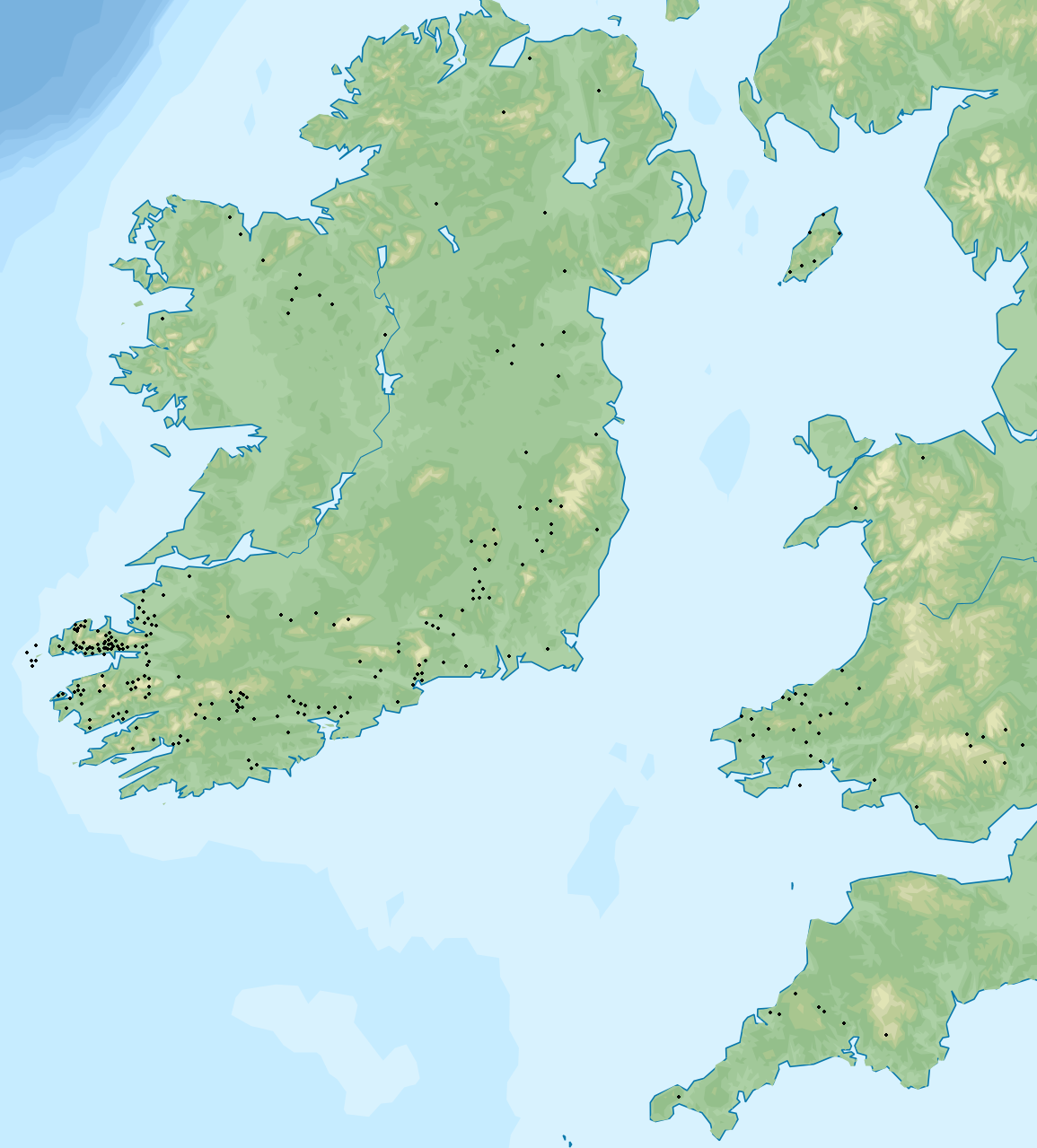
Mapa a indicar onde foram encontradas inscrições em ogham ortodoxo.

O irlandês arcaico ou primitivo, também chamado de protogoidélico, (em irlandês:  Gaeilge Ársa, ISO 639: pgl) é a forma mais antiga conhecida das línguas goidélicas (línguas célticas) e ancestral de todos os idiomas desta família, falada na Irlanda até meados da Alta Idade Média.
Esta fase da língua é conhecida apenas através de fragmentos inscritos no alfabeto ogham em rochas na Irlanda e costa oeste da Grã-Bretanha, datados em geral do século IV, denominada ogham ortodoxo (em oposição à posterior tradição de ogham escolástico), antes do advento do irlandês antigo por volta do século VII. Ainda que o uso escolástico do sistema de escrita tenha se continuado residualmente até o início século XIX, as últimas inscrições ortodoxas em irlandês arcaico provavelmente datam do século VI.
Apesar de a brevidade da maioria das inscrições ortodoxas, frequentemente limitadas a nomes próprios, dificultar uma análise profunda da língua irlandesa arcaica, sua fonologia e rudimentos de sua morfologia nominal são objetos de estudos por celtólogos modernos. Tais estudos revelam que o irlandês arcaico tinha morfologia semelhante à de outras línguas indo-europeias, não apresentando, contudo, características marcantes do irlandês moderno e médio, como a mutação consonantal gramatical, encontros consonantais e distinção entre consoantes largas e delgadas.

## Registro

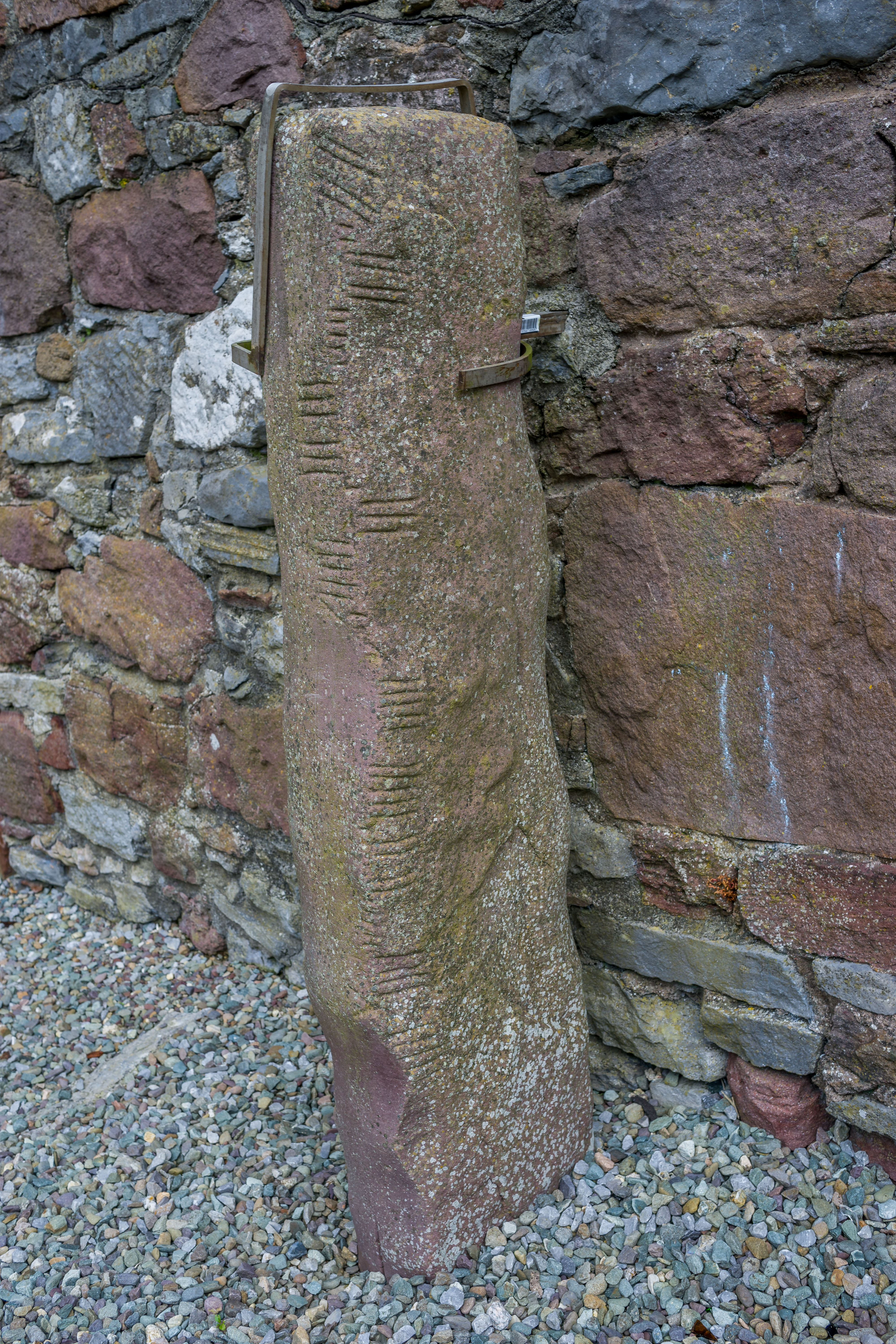
Inscrição em ogham na Igreja de Ratass, em Kerry, na qual se lê: [a]nm sillann maq fattillogg[a/o].

O irlandês arcaico é a forma mais antiga registrada das línguas goidélicas, sendo ainda ancestral de todos os idiomas desta família, incluindo-se o gaélico escocês e o manês, separadas do irlandês ao menos a partir de sua fase antiga, através da migração de gaélicos para outras regiões das Ilhas Britânicas. Foi escrito no alfabeto ogham, cujo uso pode ser dividido em duas fases: ortodoxa e escolástica. O ogham ortodoxo representa uma tradição original, druídica, de memoriais na fase arcaica da língua irlandesa, para a qual era o alfabeto nativo. O ogham escolástico, por sua vez, é fruto de uma tradição tardia de restauração acadêmica do antigo sistema de escrita como parte do desenvolvimento de um estilo nativamente celta de arte católica, paralela à prevalência do alfabeto latino para a escrita da língua.
Mais de 300 inscrições em ogham ortodoxo são conhecidas em rochas com tal finalidade em quase todos os condados da Irlanda, incluindo 121 em Kerry e 81 em Cork, além de mais de 75 encontradas no oeste da Grã-Bretanha (especificamente Gales, Cornualha e Devon), dentre as quais mais de 40 em Gales, onde colonos irlandeses se estabeleceram no século III, e 5 na Ilha de Man. Há especulação sobre a ortodoxia de uma inscrição em Hampshire e duas na Escócia (que, adicionalmente, tem dezenas de inscrições em picto), mas sobre estas não há consenso acadêmico. Muitas inscrições são bilíngues, em irlandês e latim, mas nenhuma destas mostra influência cristã, sugerindo que datam de antes de 391, quando o cristianismo se tornou a religião oficial do Império Romano. Apenas cerca de uma dúzia das inscrições irlandesas mostram tal influência.
A maioria das inscrições são memoriais, consistindo no nome do morto no caso genitivo, seguido por maqi, maqqi e o nome de seu pai, ou avi, avvi e o nome de seu avô, por exemplo dalagni maqi dali. Às vezes a expressão maqqi mucoi é utilizada para mostrar afiliação tribal. Apenas raramente são encontradas inscrições demonstrando informações adicionais, a exemplo de qrimtir ron[a]nn maq comogann.
A forma arcaica da língua irlandesa é conhecida apenas através de fragmentos, em geral nomes pessoais, os primeiros datados pela maior parte da academia do século IV, embora estimativas distintas para a data das primeiras inscrições oscilem entre os séculos I e V, ainda que estas mais tardias concordem que a tradição escrita seria mais antiga que a remanescente em evidências sobreviventes. O uso do ogham se continuou residualmente até o início do século XIX, a última inscrição se encontrando no túmulo de Mary Dempsey em Ahenny, em ogham e inglês). As últimas inscrições em irlandês arcaico, contudo, parecem datar do século VI.

## Gramática
A brevidade da maioria das inscrições ortodoxas dificulta uma análise profunda da língua irlandesa arcaica, mas é possível compreender-se a base de sua fonologia e rudimentos de sua morfologia nominal.

### Morfologia nominal
Com exceção de algumas poucas inscrições no dativo singular, duas no genitivo plural e uma no nominativo singular, é provável que todas as inscrições conhecidas de substantivos em ogham ortodoxo se encontrem no genitivo singular, pelo que é dificultoso desenvolver sua morfologia nominal com clareza. A filóloga alemã Sabine Ziegler, contudo, estabelecendo paralelos com reconstruções da morfologia protocéltica (cujos substantivos são classificados segundo as vogais que caracterizam suas desinências), limitou as desinências irlandesas arcaicas do genitivo singular a -i, -as, -os e -ais.
A primeira terminação, -i, é encontrada em palavras equivalentes à chamada categoria de raízes-o de substantivos protocélticos. Esta categoria ainda foi registrada no dativo como -u, havendo uma possível ocorrência de uso do nominativo, também em -u. -os, por sua vez, é equivalente às raízes-i e raízes-u protocélticas, enquanto -as corresponde às raízes-ā. A função exata de -ais permanece obscura.

### Fonologia
É possível, através do estudo comparativo, reconstruir-se um inventário fonético para os estágios propriamente registrados do idioma, valendo-se da linguística comparada e dos nomes utilizados na tradição escolástica para cada letra do alfabeto ogham, registrados no alfabeto latino em manuscritos posteriores.

#### Vogais
Há certa obscuridade no inventário vocálico do irlandês arcaico: enquanto as letras Ailm, Onn e Úr são confirmadas por estudiosos modernos enquanto /a(:)/, /o(:)/ e /u(:)/, há certa dificuldade em se reconstruírem os valores de Edad e Idad.São pouco atestadas, provavelmente um par artificial, tal qual peorð-cweorð do futhorc, mas são transcritas como e e o, provavelmente tendo pronúncia próxima, tal qual, respectivamente, /e(:)/ e /o(:)/. São também estimáveis dois ditongos, escritos como ai e oi.
Em fases mais tardias da língua, tradições escolásticas oghamistas incorporaram de distintas formas cinco novas letras para vogais, chamadas forfeda (em português:  suplementares), para corresponderem a dígrafos da ortografia oficial, mas estas não mais correspondem a sons do irlandês arcaico.

#### Consoantes
O inventário consonantal do estágio propriamente primitivo da língua irlandesa é reconstruído pelo celtólogo Damian McManus como se segue:
|             | Bilabial | Bilabial | Dental/ Alveolar | Dental/ Alveolar | palatal | palatal | Velar | Velar | Labiovelar | Labiovelar |
| ----------- | -------- | -------- | ---------------- | ---------------- | ------- | ------- | ----- | ----- | ---------- | ---------- |
| Nasal       | m        | m        | n                | n                |         |         |       |       |            |            |
| Oclusiva    | b        | b        | t                | d                |         |         | k     | ɡ     | kʷ         | ɡʷ         |
| Fricativa   |          |          | s, st            | s, st            |         |         |       |       |            |            |
| Aproximante |          |          |                  |                  | j       | j       |       |       | w          | w          |
| Lateral     |          |          | l                | l                |         |         |       |       |            |            |
| Vibrante    |          |          | r                | r                |         |         |       |       |            |            |

As letras Cért, Gétal e Straif, transliteradas respectivamente como q, ng (ou gg) e z, eram conhecidas pelos antigos oghamistas escolásticos como foilceasta ("questões") pela dificuldade dos novos estudiosos do alfabeto em aprendê-las separadamente, dada a obsolescência de suas pronúncias originais: as duas primeiras, /kʷ, gʷ/, fundida com velares simples, e a terceira, provavelmente /st/, fundida com /s/.
A letra Úath ou hÚath, transliterada como h, ainda que não contada entre as foilceasta, também apresentava dificuldades particulares por sua aparente mudez. Provavelmente era pronunciada como /j/ em um estágio inicial do irlandês antigo, sendo suprimida antes da transição para o antigo.

## Transição para o irlandês antigo

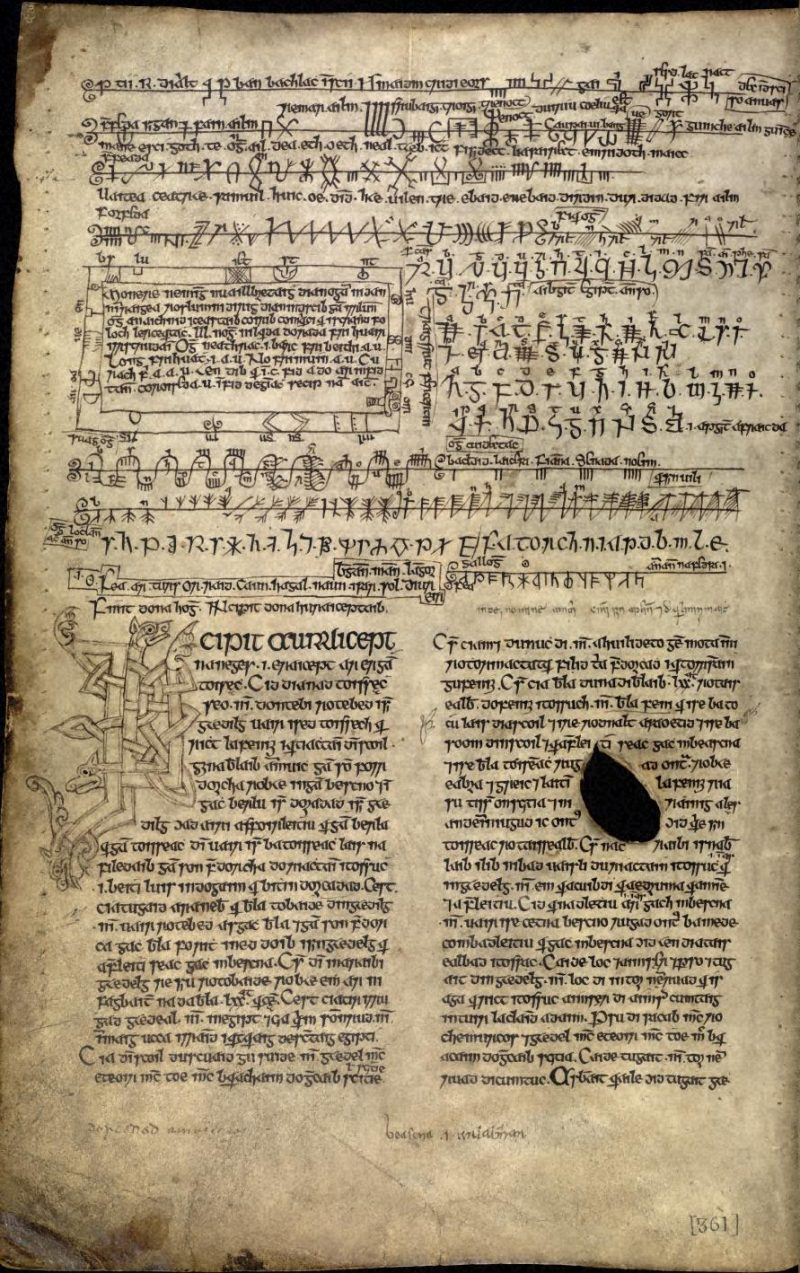
Folha do Auraicept na n-Éces, contrastando a escrita latina com o ogham.

O irlandês antigo, escrito em caracteres latinos, teve seus primeiros textos registrados possivelmente no fim do século VI, datação tradicional do Amra Coluim Chille, uma elegia poética a São Columba de Iona por São Dallán Forgaill, o primeiro autor identificável em língua irlandesa. Esta obra, contudo, apenas sobrevive em manuscritos tardios vastamente anotados, em uma forma antiquada da língua irlandesa pouco compreensível para estudiosos do irlandês antigo formal. Os primeiros textos inquestionavelmente escritos na fase antiga da língua são datados do século VII, iniciando uma tradição textual nacional cultivada ao lado da latina pela Igreja Católica na região, já suplantando a forma arcaica.
As radicais mudanças que caracterizam tal transição não são incomuns no desenvolvimento das línguas, mas parecem ter ocorrido velozmente em irlandês. De acordo com teoria do celtólogo estadunidense John Koch, estas mudanças coincidem com a conversão da ilha para o cristianismo e a introdução do latim, que teria derrogado o registro formal da língua utilizado pelos druidas em suas cerimônias e ensinos. Com a decadência do paganismo, a língua corrente da nobreza cristã irlandesa teria vindo à superfície no lugar do antigo registro arcaico em ogham dos sacerdotes pagãos, suplantando-a completamente no século VII, de forma a dar a impressão de uma mudança rápida, enquanto se trataria de mera substituição de registro. Esta nova fase da língua foi naturalmente influenciada pela língua latina, introduzida na ilha ainda em seu período pré-cristão, mas com maior penetração a partir da missão de São Patrício da Irlanda, que pregou ainda contemporaneamente à fase arcaica.

### Características
Como verificável pela celtologia moderna, o irlandês arcaico tinha morfologia semelhante a outras línguas indo-europeias, não apresentando, contudo, características marcantes de outras fases da língua, como a mutação consonantal gramatical, encontros consonantais e distinção entre consoantes largas e delgadas. A forma propriamente antiga da língua, por sua vez, traz consigo algumas das características mais distintivas divididas com o irlandês moderno, como a distinção entre consoantes largas e delgadas (antes meramente alofônica), as mutações consonantais (a lenição provavelmente se desenvolvendo em meados do século V), a perda de sufixos, a introdução da letra p através de empréstimos e nomes próprios, a simplificação do sistema inflexional, a alteração de algumas vogais curtas por meio de harmonia vocálica, e, mais notavelmente, as elisões vocálicas.
Este último fenômeno, especialmente marcante na gênese do irlandês arcaico propriamente dito, iniciou-se com uma aplicação de tom secundário à terceira sílaba da maioria das palavras com quatro ou mais, e também à quinta nas com seis ou mais, em adição ao tom principal de primeira sílaba próprio das línguas celtas. Em seguida, todas as vogais longas em sílabas não iniciais foram encurtadas. Por fim, a redução e eventual perda da maioria das sílabas finais (apócope) e internas (síncope), respectivamente em torno do ano 500 d.C. e em meados do século VI, gerando encontros consonantais antes inexistentes.
A título de exemplo, um rei de Leinster do século V, cujo nome é registrado nas listas em irlandês antigo como Mac Caírthinn Uí Enechglaiss, é relembrado em uma pedra de ogham perto de onde morreu, como maqi cairatini avi inequaglas. Semelhantemente, os Corcu Duibne, povo de Kerry, são lembrados em diversas pedras em seu território como dovinias. O irlandês antigo filed ("do poeta") aparece em algumas pedras como velitas.
Gradualmente, ainda, a gramaticalização das mutações consonantais marcou uma nova característica que o irlandês por fim dividiria com todas as outras línguas célticas modernas. Condições fonéticas do irlandês arcaico, tais quais vogais ou consoantes nasais finais, geraram mutações alofônicas através dos séculos, e, com a perda diacrônica das mesmas condições, os antigos alófonos se tornaram fonemas diferenciados com funções morfossintáticas próprias. O irlandês primitivo sindi maqqi (em português:  "do filho", /'sɪndi: 'makʷi:/), por exemplo, ter-se-ia tornado primeiramente /'sɪndi: 'β̃akʷi:/ em uma fase alofônica transitória através do já explicado processo de lenição, finalmente se vertendo no irlandês antigo /ɪn β̃ak/.